# Bernard Agré
Bernard Agré (Monga, Costa de Marfil, 2 de marzo de 1926 - París, Francia, 9 de junio de 2014), cardenal, arzobispo emérito de Abiyán (Costa de Marfil).
Hijo de Jean y Jeanne Enviar Yomin, fue bautizado el 2 de septiembre de 1932 en Memni, su parroquia natal.
Recibió su educación primaria en la escuela de la Misión Católica Memni de 1936 a 1941.
De 1941 a 1947, terminó sus estudios secundarios en el Seminario Menor de Bingerville. Comenzó sus estudios de filosofía en el Seminario Mayor de Bingerville (1947-1948). Fue aceptado en el Seminario mayor Quidah, en Dahomey (ahora Benín), de 1948 a 1953, para completar sus estudios teológicos.

## Sacerdocio
Fue ordenado sacerdote el 20 de julio de 1953 en el Seminario Menor de Bingerville, y nombrado vicario de Dabou donde permaneció de 1953 a 1956 y donde ejerció como fundador y rector de la escuela.
De 1956 a 1957 fue Decano de la Facultad de Clérigos Menores (Preseminario Menor) de Bingerville.
Enviado a Roma en 1957, a la Pontificia Universidad Urbaniana, se licenció con "summa cum laude" en 1960, y se doctoró en teología y derecho canónico.
De regreso a Costa de Marfil, dos años después de ejercer la función de sacerdote en la importante parroquia de Notre Dame de Treichville, se convirtió en vicario general de la diócesis de Abiyán, encargado a título personal de la educación y del seminario.

## Episcopado
Nombrado Obispo de Man, el 8 de junio de 1968, fue ordenado en Abiyán el 3 de octubre y se instaló más tarde como obispo de Man, el 8 de octubre de ese año. Ocupó este puesto hasta marzo de 1992.
El 25 de marzo de 1992 fue nombrado obispo de la nueva diócesis de Yamoussoukro, de la que tomó posesión oficialmente el 17 de mayo de 1992.
Dos años y medio más tarde, el 19 de diciembre de 1994, fue nombrado Arzobispo de Abiyán. Tomó posesión de la diócesis en febrero de 1995.
Fue presidente de la Comisión Episcopal de Acción Social y Caritativa de Costa de Marfil.
En el plano internacional, de 1972 a 1996, desempeñó el cargo de Presidente de la Comisión Episcopal de Medios de Comunicación Social de la Conferencia Episcopal Regional del África Occidental (CERAO).
De 1985 a 1991, fue Presidente de la Conferencia Episcopal Regional del África Occidental (CERAO).
En 1993 fue nombrado Presidente del Comité Pan-Africano Episcopal para las Comunicaciones Sociales (CEPACS), cargo que desempeñó hasta el año 2000.
Fue miembro del Comité para el Gran Jubileo del Año 2000.

## Cardenalato
Juan Pablo II lo creó cardenal en el consistorio del 21 de febrero de 2001, del título de San Juan Crisóstomo en el Monte Sacro Alto.
Ya como cardenal, fue presidente Delegado de la 10.ª Asamblea General Ordinaria del Sínodo de los Obispos (octubre de 2001).
Desde el 2 de mayo de 2006, fue arzobispo emérito de Abiyán.
El cardenal Agré falleció en París en el hospital, donde había sido hospitalizado para algunos tratamientos. Su cuerpo fue devuelto a Costa de Marfil y enterrado en la Catedral de San Pablo en Abiyán.

## Obras
- Eglise catholique en Côte d'Ivoire: album du centenaire, 1895-1995, 1996
- L'évêque et son ministère, 1999
- Le sistre de la parole: Une parole qui met l'homme debout, 2003
- Paix sur terre aux hommes de bonne volonté, 2000
- Profil du chrétien africain de l'an 2000, 1998